# Radovan Fuchs
Radovan Fuchs (Zagreb, 5. rujna 1953.), hrvatski znanstvenik i aktualni ministar znanosti, obrazovanja i mladih u službi od 17. svibnja 2024. godine. Bio je ministar znanosti, obrazovanja i športa u mandatu 2009. – 2011. i ministar znanosti i obrazovanja u mandatu 2020. – 2024.

## Životopis
Radovan Fuchs rođen je u Zagrebu 5. rujna 1953. godine. Djed mu je bio Hinko Fuchs, trgovac žitom židovskog podrijetla koji je doselio u Hrvatsku iz Njemačke, dokle mu je baka Eugenia podrijetlom iz Mađarske. Hinko i Eugenia Fuchs su se po dolasku u Hrvatsku nastanili u Slavoniji. Fuchsov otac Rikard prešao je na katoličanstvo, pa se u njihovom domu uvijek slavio Božić i ostali katolički blagdani. Nakon Drugoga svjetskog rata komunističke vlasti SFR Jugoslavije su konfiscirale svu imovinu Fuchsovog oca, uključujući veletrgovinu papirom i kuću. Fuchs je s očeve strane u rodu s pokojnim hrvatskim skladateljem Vatroslavom Lisinskim (rođen Ignac Fuchs).
Diplomirao je na Veterinarskom fakultetu u Zagrebu 1979. godine, magistrirao na Prirodoslovno-matematičkom fakultetu u Zagrebu 1984. godine iz područja biomedicine, a doktorirao je 1988. godine na Biomedicinskom centru Sveučilišta u Uppsali, u Švedskoj. Disertacija koju je obranio bila je iz područja toksikologije i farmakologije.

## Dužnosti

### Političke
- Ministarstvo znanosti, obrazovanja i mladih – ministar (2024. – danas)
- Ministarstvo znanosti i obrazovanja – ministar (2020. – 2024.)
- Ministarstvo znanosti, obrazovanja i športa – ministar (2009. – 2011.)
- Ministarstvo znanosti, obrazovanja i športa – državni tajnik za visoko obrazovanje (2008. – 2009.)
- Ministarstvo znanosti – pomoćnik ministra za međunarodnu suradnju (1993. – 2000. i 2004. – 2008.)

### Poslovne
- ZGOS – gradsko poduzeće za zbrinjavanje otpada (2000. – 2006.)

### Stranačke
- Demokratski centar – međunarodni tajnik[2] (do 2006.)

## Odličja
- Red Danice hrvatske s likom Ruđera Boškovića
- Red hrvatskog trolista
- Spomenica Domovinskog rata

## Vanjske poveznice
- Životopis  Arhivirana inačica izvorne stranice od 11. srpnja 2009. (Wayback Machine)
- Životopis u Politopediji[neaktivna poveznica]
- Stav studenata FFZG-a